# Reale Società Canottieri Bucintoro

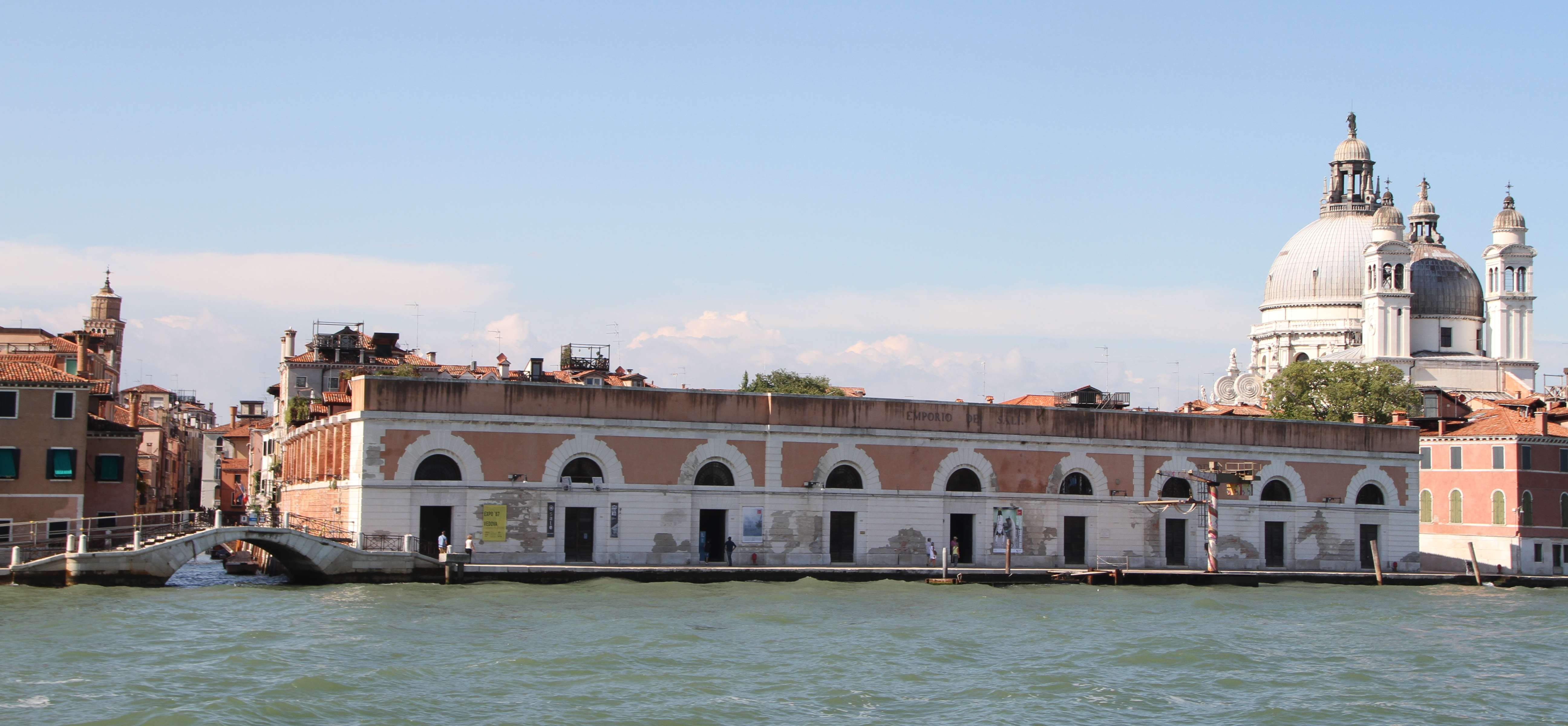
Magazzini del Sale sede della Reale Società Canottieri Bucintoro

La Reale Società Canottieri Bucintoro A.S.D. è una storica società polisportiva di Venezia fondata nel 1882. Il nome prende ispirazione dalla nave dogale Bucintoro smantellata e distrutta da Napoleone durante la Caduta della Repubblica di Venezia.
"Senz'ali non si puo'" il motto ideato da Gabriele D'Annunzio mentre si rivolgeva ai vogatori della Canottieri Bucintoro.
L'attuale sede della società è a Venezia dentro gli antichi Magazzini del Sale nella zona delle Zattere sul Canale della Giudecca. All'interno della sede vi è anche il proprio Museo.
La storia della società è particolarmente ricca di trofei e atleti che hanno rappresentato anche l'Italia in diverse olimpiadi e competizioni internazionali. Venezia è da sempre città internazionale ed innumerevoli sono le personalità nel mondo dell'arte e degli affari che si accingono a vogare in laguna. Tra i vari personaggi membri della società possiamo citare James Gordon Bennett Sr., Frederick Rolfe e Gabriele D'Annunzio.

## Storia

### Fondazione e le prime Olimpiadi
La società fu fondata il 1 ottobre 1882 su iniziativa del Conte Piero Venier che divenne il primo presidente. I primi soci furono 120 e la sede era a Palazzo Grimani in Campo Santa Maria Formosa.
Nel 1887 la sede viene trasferita a San Moisè in Corte Barozzi 2152 e successivamente nel 1889 a Santa Maria del Giglio e nel 1894 alla Maddalena fino ad arrivare al 1896 con la sede ai Giardinetti Reali dietro Piazza San Marco dentro la Palazzetta del Selva. Tale sarà la sede fino al 1960.
Nel 1901 un gruppo di soci fondatori si sposta e crea la Reale Società Canottieri Querini. Nel 1903 il Re d'Italia Vittorio Emanuele III concede alla società di potersi fregire del titolo reale (prima era solo Società Canottieri Bucintoro) per meriti sportivi.
La prima coppa fu conquistata nel 1884 a Genova, Coppa della Duchessa di Genova che si può vedere nell'ingresso del museo della Società.
Nel 1906 l'equipaggio di Italia 1 composto da Enrico Bruna, Emilio Fontanella, Giuseppe Poli, Riccardo Zardinoni con timoniere Cesana ai Giochi Internazionali olimpici di Atene conquistano la medaglia d'oro nel jole a quattro e nel jole a due.
Nel 1919 alle Olimpiadi Militari di Parigi Ercole Olgeni, Enrico Bruna, Giovanni Scatturin e Aldo Bettini vincono la medaglia d'oro nel quattro con.
Nel 1920 alle Olimpiadi di Anversa gli atleti Ercole Olgeni, Giovanni Scatturin e timoniere De Felip conquistano la medaglia d'oro con il "due con".
Nel 1936 alle Olimpiadi di Berlino Almiro Bergamo, Guido Santin con il timoniere Luciano Negrini arrivano secondi (dietro alla Germania).
Nel 1939 viene aperta la sezione dedicata alle donne.

### Il Dopoguerra
Nel 1952 alle Olimpiadi di Helsinki vengono inviati ben 2 equipaggi a rappresentare l'Italia.
Nel 1960 alle Olimpiadi di Roma Annibale Berton arriva quarto nella staffetta K1*400.
Nel 1992 alle Olimpiadi di Barcelona Chiara Dal Santo nel K4 arriva in semifinale
Nel 1996 alle Olimpiadi di Atlanta Daniele Scarpa vince una medaglia d'oro (K2 1000 metri) e una d'argento (K2 500 metri).
Nel 1948 la sezione di Vela della società si stacca e crea il Diporto Velico Veneziano. Nel 1949 invece la sede di Treporti vivaio importantissimo di atleti della società dà vita alla Canottieri Treporti.
Nel 1970 viene inaugurata la sede di San Giuliano e nel 1971 diventa autonoma creando la Canottieri Mestre.
La sede è stata anche una delle sedi dell'antibiennale nel 1950 organizzata da Giorgio De Chirico.
Nel 1960 la società è costretta a lasciare i Giardini Reali e la sede viene spostata in un appartamento in Campo Santa Maria del Giglio. Il numero dei soci si riduce rischiando la scomparsa definitiva. Grazie al suo presidente William Pinarello e ad un piccolo gruppo di soci la sede si sposterà in Calle Del Vento, alle Zattere, in Punta della Dogana e dal 2008 ai Magazzini del Sale.
Nel 2009 in collaborazione con l'Avapo di Venezia nasce il gruppo Donne in Rosa o anche chiamate Pink Lioness in Venice il cui fine è la riabilitazione fisica attraverso lo sport di chi sia stato colpito dal tumore al seno. La loro specialità e il dragon boat .

## Flotta sociale
La dodesona costruita nel 1874 viene usata soprattutto durante la Regata Storica.

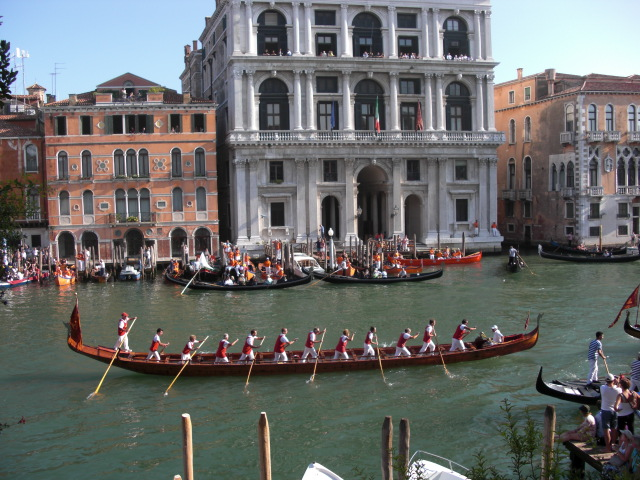
Dodesona della Canottieri Bucintoro

La flotta si compone per la voga veneta: 1 dodesona, 2 balotine, 1 caorlina, 1 gondolone, 5 mascarete, 1 batèla a coa di gambero, 10 mascarete da regata, 3 pupparini, 4 sandoli, 2 scioponi e 1 gondolino.
Per il canottaggio vi sono: 5 canoini, 3 canoe doppie, 1 gig, 1 jole a due, 2 jole a quattro, 2 jole a otto, 4 jolette, 2 k1, 6 k2, 1 lancia, 2 mini skiff, 1 quattro X, 1 jole a 16 remi e 1 skiff.
Per la vela al terzo vi sono 3 sanpierote.